# Kaplica w Pysznicy-Olszowcu
Kaplica pw. Zesłania Ducha Świętego i św. Klary w Pysznicy-Olszowcu, określana kaplicą Matki Bożej Śnieżnej – zabytkowa kaplica drewniana obrządku rzymskokatolickiego znajdująca się w diecezji sandomierskiej w dekanacie Pysznica, w parafii Pysznica. Zbudowana w 1792.

## Historia
Drewniana kaplica pod wezwaniem Ducha Świętego i Św. Klary w sołectwie Pysznicy – Olszowcu  wybudowana została w 1792 roku. Jej fundatorem był Stanisław Wojciechowski. Zakrystia została w całości dostawiona w początkach XX wieku, zaś kruchta w okresie międzywojennym. W roku 1913 lub na początku 1914 był przeprowadzony remont dachu. Gonty zostały zdjęte, a w ich miejsce została położona blacha. Na wieży był dzwon do I wojny światowej, zabrany przez wojska austriackie w 1915 roku. Ściany zewnętrzne kapliczki były obite gontami do 1992 roku, kiedy to rozpoczął się gruntowny jej remont. W latach 70 XX w. została uszkodzona przez pożar, który udało się ugasić. Restaurowana w latach 90. XX w. Obecnie jest położona nowa blacha miedziana, a ściany z zewnątrz są obite deskami, które zabezpieczają je przed zniszczeniem. Kaplica ta jest wpisana do rejestru zabytków.

## Architektura
Kaplica drewniana, konstrukcji zrębowej. Ściany wykonano w ciosanych bali sosnowych. Jednonawowa na planie prostokąta, bez wyodrębnionego z nawy prezbiterium, zamknięta trójbocznie. Kruchta od frontu na planie kwadratu i zakrystia z boku nawy na planie prostokąta. Dach dwuspadowy, kryty blachą miedzianą z wieżyczką na sygnaturkę, zwieńczoną hełmem kopulastym z latarnią. Wewnątrz strop płaski. Chór muzyczny wsparty na dwóch słupach o prostej linii parapetu. Prosta belka tęczowa. Ołtarz główny z obrazem MB Śnieżnej. Polichromia iluzjonistyczna z elementami roślinnymi o charakterze ludowym wyróżniająca się na tym terenie dużymi wartościami artystycznymi. Obrazy ludowe na ścianach.